# Tabahtea
Tabahtea (Tah-bah-tay) /ime dolazi po nazivu za dolinu Anderson Valley, Taa-Bo-Tah, =Long Valley (danas Anderson Valley),/ pleme ili tribelet, po Hodgeu možda i selo, Northern Pomo Indijanaca, porodica Kulanapan, iz doline Anderson Valley u okrugu Mendocino u Kaliforniji. Vrsni lovci, traperi i ribari vrlo kompleksnog socijalnog i religioznog života. 
Njihova glavna naselja bila su “Late” (Lah-tay) na zapadnoj obali Rancheria Creeka, 1 milju zapadno od Yorkvillea, “Lemkolil” (Lem-ko-lil) na obali Anderson Creeka jednu milju nizvodno od Boonville, “Tabate” (Ta-bat-ay) na obali Navarro Rivera dvije milje zapadno od Philoa, i “Katuuli” (Ca-tool-i) južno od Navarroa.

## Vanjske poveznice
- Hodge